# Karma (film)
Karma – indyjski dramat sensacyjny z 1986 roku wyreżyserowany przez Subhash Ghai, autora Pardes, Khal Nayak. W rolach głównych  Dilip Kumar (znów w filmie Ghai po ich sukcesie w Vidhaata - 1982), Nutan, Naseeruddin Shah, Jackie Shroff, Anil Kapoor, Sridevi i Anupam Kher. Film ten jest filmem akcji, ale jednocześnie próbą pobudzenia patriotyzmu indyjskiego. Pokazuje walkę z wrogami ojczyzny (terrorystami mającymi oparcie w Pakistanie) połączoną z zemstą osobistą. Historia ta obok bójek, wybuchów i strzelaniny okraszonej scenami tańca przedstawia też przemianę łotrów w bohaterów, powstawanie przyjaźni i relacji zastępującej więzi ojcowsko-synowskie, a także rodzenie się miłości między mężczyznami a kobietami. Jednym z motywów filmu jest też głęboka relacja w ramach starszego szczęśliwego małżeństwa, odgrywanego przez sławy z przeszłości (Dilip Kumar i Nutan).

## Fabuła
Vishwa Pratap Singh (Dilip Kumar), ojciec trzech synów, szczęśliwy mąż Rukhani (Nutan) to pasjonat swojej pracy. Kierując więzieniem wierzy w przemieniające serca więźniów zaufanie, w moc szansy na nowe życie. Wspierany przez swoją żonę i synów jest przekonany o tym, że przemienieni  więźniowie mogą stać się ramieniem sprawiedliwości zwalczającym przestępstwa. Jego autorytet, wyznawane przez niego wartości budzą w więźniach szacunek. Wyjątkiem okazuje się niebezpieczny przestępca dr Michael Dang (Anupam Kher). Syn zabitego podczas podziału Indii w 1947 roku przemienia swą krzywdę w zemstę. Marzy o zniszczeniu kraju, który kiedyś w okrutny sposób uczynił go sierotą. Organizuje przemyt broni, szkoli swoją armię, przygotowuje się do zamachów terrorystycznych. Osadzony w więzieniu Singha, poniżywszy jednego z jego podwładnych zostaje na oczach wszystkich obrażony przez oburzonego naczelnika. Jego zemsta oznacza dla Singha spalone więzienie, wymordowanych więźniów, śmierć synów i depresję żony. Wstrząśnięty Singh planuje zemstę. Spośród skazanych na śmierć przestępców wybiera trzech: obojętnego na swój los Baiju Thakura (Jackie Shroff), za wszelką cenę pragnącego ujść stryczka Johnny'ego (Anil Kapoor) i spragnionego zemsty za krzywdę Khairuddina Kisti (Naseeruddin Shah). Wraz z nimi zamierza odnaleźć i ukarać siejącego zło dr Danga.

## Obsada
- Dilip Kumar jako Rana Vishwa Pratab Singh / Dada Thakur
- Nutan jako Rukhmani
- Naseeruddin Shah jako Khairuddin Chishti
- Jackie Shroff jako Baiju Thakur
- Anil Kapoor jako Johnny / Gyneshwar
- Anupam Kher  jako Dr Michael Dang
- Sridevi jako Radha (dziewczyna Baiju)
- Poonam Dhillon jako Tulsi (dziewczyna Johnny'ego)
- Dara Singh jako Dharma (przyjaciel Dada Thakura)
- Shakti Kapoor jako Jagga / brat Jolly Dharmy
- Tom Alter jako Rexson (człowiek Michaela Danga)
- Shashi Puri jako Anil (syn Vishwanatha)
- Satish Kaul jako Sunil (syn Vishwanatha)
- Beena jako żona Sunila
- Jugal Hansraj jako najmłodszy syn Rana Vishwa Pratab Singha (dziecko)
- Mukri jako Chhote Khan
- Vinod Nagpal jako Minister Tripathi
- Dan Dhanoa jako oficer armii w więzieniu
- Bindu jako ciotka Radhy
- Satyanarayana Kaikala jako Kittam Kittu
- Sharat Saxena
- Manik Irani
- Shammi

## Muzyka i piosenki
Autorem muzyki jest Laxmikant-Pyarelal
- Ayae Watan Tere Liye - Mohammad Aziz
- Aye Sanam Tere Liye - Kavita Krishnamurti, Mohammad Aziz
- Maine Rab Se Tujhe - Sukhwinder Singh, Anuradha Paudwal, Manhur Udhas
- De Daru - Kishore Kumar, Manhur Udhas, Mahendra Kapoor
- Na Jaiyo Pardes -Kishore Kumar, Kavita Krishnamurti
- Aye Mohabbat Tere Liye
- Mera Karma Tu